# Sonnenberg (Chemnitz)
Sonnenberg, Chemnitz-Sonnenberg – dzielnica miasta Chemnitz w Niemczech, w kraju związkowym Saksonia. 